# 別府町 (加西市)
別府町（べふちょう）は、加西市の町名である。万願寺川の支流である普光川の中流域に位置している。郵便番号は、679-0103。2012年3月31日現在、人口は、344人（男190人、女154人）、世帯数133世帯である。

## 沿革
別府町は、古くは多可荘、後、富家庄に属していた。当地は在地土豪別府氏の本拠地で、別府氏は光照院領の荘官を勤めた。別府氏によって開墾されたので、当地は別府と呼ばれるようになった。別府氏は、のち江戸期には代々庄屋を勤めた。

岡山市足守文庫によると、もと豊臣氏の蔵入地で、1595年（文禄4年）時点では、村高のうち303石余が木下家定領であった。1600年（慶長5年）姫路藩領となり、1617年（元和3年）姫路藩の支藩領、1639年（寛永16年）幕府領、元禄年間頃（1688〜1704年）陸奥国白河藩領、1708年（宝永5年）から1742年（寛保2年）大阪城代土岐氏領、後、安永年間頃（1772〜1780年）清水家領、1864年（元治元年）からは陸奥国会津藩領となった。1873年（明治6年）別府新田村、1876年（明治9年）又蔵新田、1884年（明治17年）九兵衛新田をそれぞれ合併した。1889年（明治22年）富合村の大字となる。1891年（明治24年）時点において、戸数157戸、人口は男441人、女410人であった。1926年（昭和元年）において、戸数225戸、人口1355人、田144町余・免租地33町余であった。1965年（昭和30年）に加西町の大字、1967年（昭和42年）加西市別府町となり、1968年（昭和43年）1月、別府町字草野丙89〜197番地が青野原町となった。

### 年表
江戸時代まで
- 1600年 - 姫路藩領となる。
- 1617年 - 姫路藩支藩領となる。
- 1639年 - 幕府領となる。
- 元禄年間頃（1688〜1704年） - 陸奥国白河藩領となる。
- 1708〜1742年 - 大阪城代土岐氏領となる。
- 安永年間頃（1772〜1780年） - 清水家領となる。
- 1864年 - 陸奥国会津藩領となる。

明治以降
- 1873年 -  別府新田村を合併する。
- 1876年 -  又蔵新田を合併する。
- 1884年 -  九兵衛新田を合併する。
- 1889年4月1日 - 町村制の施行に伴い、富合村別府となる。
- 1955年3月30日 - 加西町別府となる。
- 1967年4月1日 - 加西市別府町となる。
- 1968年1月1日 - 別府町草野丙89〜197番地が青野原町となる。

## 小・中学校の学区
小学校
加西市立富合小学校
中学校
加西市立加西中学校

## 交通
鉄道
町域内に鉄道駅は設置されていない。最寄駅はJR西日本加古川線社町駅である。
道路
兵庫県道79号高砂加古川加西線
兵庫県道371号高岡北条線
（地区の北端に中国自動車道が通過する）

## 施設
- 加西市立別府幼稚園
- 富合郵便局
- 加西農業改良普及所
- 兵庫県立農林水産技術総合センター
- 市営別府団地

## 寺社
寺院
- 天台宗尾崎山光福寺[9]

神社
- 大将軍神社
- 大宮妙見大明神